# Palakkad
Palakkad (malajalam: പാലക്കാട്) – miasto w Indiach, w stanie Kerala. W 2011 roku liczyło 130 955 mieszkańców.